# Магура (Бучум)
Магура (рум. Măgura) насеље је у Румунији у округу Алба у општини Бучум. Општина се налази на надморској висини од 774 m.

## Становништво
Према подацима из 2011. године у насељу је живело 33 становника.